# 浜辺のゲーム
『浜辺のゲーム』（はまべのゲーム）は、2019年5月4日公開の日本・韓国・タイ・マレーシア合作映画。監督は夏都愛未で長編第1作、主演は堀春菜。
3人の女子大生が浜辺近くの貸別荘で様々な人々と出会い繰り広げられるガールズディストラクションムービーである。
洋題は"Jeux de plage"。
第14回大阪アジアン映画祭コンペティション部門出品作品。

## あらすじ
春のある日。大学生のさやかは、大学の友人の唯と湘南へ遊びにきたが、到着すると唯の親友・桃子が待っており、海辺にある別荘に泊まることになる。2人のペースについていけないさやかは唯への軽蔑と怒りを募らせ、せっかくの旅行が険悪な雰囲気になっていく。その頃同じ別荘には、元バンド仲間の秋宏、美咲、エリが、パーティーの演奏をするために久しぶりに呼び寄せられたが、元彼・元カノ同士の再会はかなりぎこちない。一方韓国人留学生のミンジュンは、留学の下調べに来た後輩のヨナを、言葉巧みに宿へ連れ込もうとしていた…。

## キャスト
- さやか：堀春菜
- 秋宏：カトウシンスケ
- 唯：福島珠理
- 桃子：大塚菜々穂
- 美咲：田中シェン
- エリ：永純怜
- 風子：飯島珠奈
- ソム：ドンサロン
- ヨナ：李多韻
- カンバラ：神原健太朗
- 浜辺の男：RICO
- 映画監督：エドモンド・ヨウ
- カンバラ妻：杉野希妃

## スタッフ
- 監督・脚本・編集：夏都愛未
- プロデューサー：福島珠理
- エグゼクティブプロデューサー：小野光輔、梶原比出樹、和田敦也
- コエグゼクティブプロデューサー：ステラ薫子
- コプロデューサー：小野実、新井悠真、長岐真裕、夏都愛未
- 撮影監督：戸田義久
- 録音：中川究矢
- 照明　稲葉俊充
- 衣裳メイク　岩橋奈都子
- 監督助手　佐近圭太郎